# Phacelia monoensis
Phacelia monoensis är en strävbladig växtart som beskrevs av R.R. Halse. Phacelia monoensis ingår i Faceliasläktet som ingår i familjen strävbladiga växter. Inga underarter finns listade i Catalogue of Life.